# Одесский погром (1821)
Одесский погром — еврейский погром в Одессе 19 июня 1821 года, в ходе которого было убито 17 человек, ранено более 60. Первый известный погром в Российской империи. Стал следствием событий греческой революции против Османской империи. Зачинщики найдены не были.

## Предыстория
В начале XIX века Одесса была многонациональным городом, в котором благодаря статусу порто-франко процветала торговля. В Одессе сосуществовали большие греческая и еврейская общины (примерно по 10 % населения города), которые в этот период конкурировали за экономическое влияние и привилегии, эта конкуренция усугублялась этнической и религиозной враждой. При этом обе общины размещались в соседних кварталах в юго-восточной части города возле порта.
В начале 1821 года греки подняли восстание против Османской империи, при этом греческая община Одессы играла существенную роль в подготовке и поддержке этого восстания. Турки в ходе репрессий против греческого населения 10 (22) апреля 1821 убили в Константинополе православного патриарха Григория V. Многие греки бежали из Османской империи в Одессу от турецких репрессий. Они обвиняли константинопольских евреев как в поддержке турецких властей, так и в издевательствах над телом патриарха. Историк Юлий Гессен считал, что после прибытия греческих беженцев и тела патриарха из Константинополя в Одессу эти слухи начали распространяться в Одессе и стали одной из причин погрома.

## Погром
19 июня 1821 года в день, когда в Одессе состоялись похороны патриарха Григория, греческое христианское население, возбужденное этими слухами, устроило антиеврейский погром, который начался одновременно в трёх частях города. По одной из версий, вооружённые греки напали на евреев, которые при виде похоронной процессии не успели снять шляпы. К погрому присоединились русская толпа. В ходе погрома 17 человек было убито и более 60 ранено. Еврейские меняльные конторы были разграблены, казаки и солдаты приняли участие в этом грабеже; сотни еврейских семейств потеряли всё свое состояние. Одесская синагога также подверглась нападению. Согласно легенде, быстрому прекращению погрома содействовала популярная в городе еврейка Бейля, пользовавшаяся влиянием в городской администрации.
Очевидец события, немецкий писатель Иоганн Генрих Чокке считал, что нападение было запланировано заранее. По его утверждению, полиция была в курсе предстоящего погрома и советовала евреям
оставаться дома и закрыть свои магазины. По его словам, именно греки спровоцировали нападение, но ни один грек не был арестован в преимущественно русской толпе. В итоге зачинщиков погрома не нашли. По некоторым сведениям, это случилось потому, что греки-погромщики переодевались в русскую одежду.
Историк Джон Клир писал, что в отношении этого погрома остались без окончательного ответа вопросы о том, был ли погром запланированным или спонтанным, кто были зачинщики и погромщики и каковы были их мотивы. Погром стал событием местного значения, которое осталось неизвестным в других частях империи из-за отсутствия быстрой связи и общенациональных СМИ.

## Последующие события
В дальнейшем на фоне существенного оттока греческого населения и быстрого роста еврейского населения города в Одессе ежегодно происходили столкновения евреев и христиан (в том числе греков), включая ночное битьё стекол в нескольких еврейских домах и избиение евреев на улицах во время Вербной субботы и в канун Святого Воскресения. Фактор религиозного экстремизма был зафиксирован и в погромах 1849, 1859 и 1871 годов. В связи с систематическими погромами в XIX веке Джон Клир назвал Одессу «самым погромным городом в Российской империи» (англ. the most pogrom-ridden city in the Russian Empire).

## Комментарии
1. ↑  Религиозный еврей обязан держать голову покрытой, см. Klier, 2004, p. 16